# Cyttarophyllopsis cordispora
Cyttarophyllopsis cordispora — вид грибів, що належить до монотипового роду  Cyttarophyllopsis.